# Roman (literatuur)

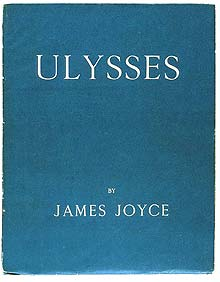
De beroemde roman Ulysses van James Joyce

Een roman is een samenhangend prozaverhaal van boeklengte over de handelingen en persoonlijkheidsontwikkeling van een of meer personages, meestal in relatie met hun milieu. Romans zijn overwegend van fictionele aard en overtreffen in omvang het kort verhaal en de novelle. Het onderscheid tussen novelle en roman is niet altijd scherp aan te geven.

## Verschillen met novelle

### Omvang
Er bestaat geen duidelijke consensus over de minimumlengte van een roman. Soms wordt 40.000 woorden als het minimum beschouwd, maar in de praktijk worden de termen roman en novelle vaak door elkaar gebruikt. Harry Mulisch' kleine roman Het zwarte licht (1956) is wat betreft omvang niet groter dan Jacob van Lenneps novelle Een schaking (1850) en G.K. van het Reves roman De avonden (1947) heeft als ondertitel een winterverhaal. Om zijn omvang zou men Ward Ruyslincks De ontaarde slapers (1957) een novelle kunnen noemen, maar dan wel een novelle die in 1957 de romanprijs van de provincie Antwerpen kreeg.

### Opzet en structuur
Naast de lengte worden meestal ook inhoudelijke criteria gebruikt. Zo zou de roman breder van opzet zijn en de personages in een bepaalde ontwikkeling tonen, terwijl de novelle slechts één (beperkt) conflict uitwerkt. In de roman zou de intrige (plot) als gevolg daarvan gecompliceerder zijn, dat wil zeggen samengesteld uit hoofd- en nevenintriges. De novelle zou daarentegen een enkelvoudige structuur kennen. Voorts zou de roman een groter aantal personages, een bredere milieuschildering en een groter tijdsbestek omvatten dan de novelle. Bovendien zou de karaktertekening in de roman uitvoeriger zijn dan in de novelle (bijvoorbeeld round characters). Maar in de praktijk gaat deze indeling niet op. Zo omvat James Joyce' roman Ulysses (1922) slechts een tijdspanne van 24 uur en in Jeroen Brouwers' roman Zonsopgangen boven zee (1977) is niet alleen de tijd zeer beperkt, maar ook het aantal personages. Soortgelijke tegenvoorbeelden zijn te geven voor de karaktertekening, de milieuschildering en de intrige. Denk ook aan het boek van Japin, de zwarte met het witte hart. Dit boek heeft een tijdspanne van ongeveer 70 jaar.

## Geschiedenis

### Oudheid
Reeds in de Grieks-Romeinse oudheid werden er lange prozaverhalen geschreven, die tegenwoordig met de term roman aangeduid worden. Naast de vijf Griekse romans die we compleet over hebben, de zogenaamde Grote Vijf: Chariton, Xenophon van Efeze, Longus, Achilles Tatius en Heliodorus, zijn er drie Latijnse romans, de Metamorphosen of Gouden ezel van Apuleius, het Satyricon van Petronius en de anonieme Historia Apollonii regis Tyri.

### Middeleeuwen: roman in verzen
In de vroege middeleeuwen begon men klassieke epen als de Aeneis te vertalen in de lingua romana: de Romaanse taal die afgeleid was van het Latijn en de voorloper was van het Oudfrans. Het nieuwe genre dat hieruit ontstond werd met de term romanice aangeduid: een verhaal in de volkstaal. In het Oudfrans werd dat romance. Het woord werd gebruikt om de wat kortere volksballade aan te duiden, maar ook voor de middeleeuwse ridderroman (Arthurroman, Karelroman, hoofse roman enz.) en het dierenepos (bijvoorbeeld Van den vos Reynaerde of Le roman de Renart). Om het onderscheid te maken met de latere prozaroman gebruikt men ook wel de term roman in verzen.

### RenaissanceenBarok: prozaroman
Het allereerste voorbeeld van een prozaroman in een niet-klassieke taal is de Tristan en Prose van Luce del Gat, een dertiende-eeuwse prozabewerking van de Sage van Tristan en Isolde. Vanaf de 16e eeuw worden er grotere originele prozawerken geschreven: Rabelais' Gargantua en Pantagruel is van 1537 en in 1605 verschijnt Cervantes' Don Quichot. De 17e eeuw bracht in navolging van de Spaanse picareske roman de schelmenroman (bijvoorbeeld Nicolaes Heinsius' Den vermakelyken avanturier, 1695), een genre dat ook lang daarna nog voorbeelden opleverde (Mark Twains Adventures of Huckleberry Finn, 1884; Jan Cremers Ik Jan Cremer, 1964).

### 18e eeuw
In de loop van de 18e eeuw begint een romanproductie op gang te komen die nog duidelijker aansluiting vertoont bij de thans gebruikelijke omschrijvingen van het genre (onder anderen Voltaire, Diderot, Defoe, Richardson). Bovendien breidt het genre zich uit, zodat behoefte ontstaat aan een nadere precisering in subgenres. Een onderverdeling van het genre roman geschiedt in de praktijk op twee gronden: differentiatie op inhoudelijke eigenschappen en op de vormgeving. Het auctoriale perspectief overheerst, waarbij de verteller alwetend is en buiten de handeling staat. Niet alleen de romanstructuur is bepalend voor de vormgeving, soms is dat ook de publicatiewijze, zoals bij de feuilletonroman.
Een nieuw genre vormt in die tijd de briefroman, die in navolging van Richardsons Pamela or virtue rewarded (1740) een grote populariteit verwerft. In feite gaat het bij dit type om de vormgeving. De briefroman kan gezien worden vanuit het perspectief als een ik-roman met soms meer dan één ik-verteller wanneer er meer dan één briefschrijver is. Ook de dagboekroman is door de ik-vorm bepaald.
Andere genres zijn de avonturenroman, de komische roman en de griezelroman.

### 19e eeuw
In de loop van de 19e eeuw is een verschuiving te constateren van de auctoriale vertelwijze, karakteristiek voor de historische roman (men denke aan A.L.G. Bosboom-Toussaint) en voor het realistisch proza (zoals dat van Hildebrand), naar de personale vertelwijze zoals toegepast in het naturalistisch proza. Genres die tot bloei komen zijn de historische roman, de Bildungsroman, de psychologische roman, de detectiveroman, de familieroman, de streekroman en de zedenroman.

### 20e eeuw
In de 20e eeuw wordt in toenemende mate met de vertelvorm geëxperimenteerd, bijvoorbeeld door het bewust loslaten van de chronologie of door verschillende perspectieven naast of door elkaar te gebruiken. In het experimenteel proza (nouveau roman) worden bijvoorbeeld collagetechnieken en verspringing van het perspectief toegepast, onder meer om een vervreemdingseffect te bewerkstelligen. Men spreekt in dit verband daarom wel van antiroman.

## Onderzoek
Het onderzoek naar de vertelwijze in romans wordt romananalyse genoemd, maar omdat de vertelprocedés niet uitsluitend van toepassing zijn op de roman, is het beter om te spreken van verteltheorie of narratologie.